# Jiří Nevosad
Jiří Nevosad (1. dubna 1901, Třebíč – 17. listopadu 1988, Třebíč) byl český advokát, lokální žurnalista a kulturní aktivista.

## Biografie
Narodil se v Třebíči, mezi lety 1911 a 1919 studoval na třebíčském gymnáziu a následně v roce 1924 ukončil studia na Právnické fakultě Masarykovy univerzity v Brně. Po studiích nastoupil jako koncipient na soud v Jihlavě, od roku 1926 pak působil v Uherském Hradišti a následně byl v roce 1929 jmenován nejmladším soudním radou v Kroměříži, od roku 1934 pak působil v Novém Jičíně. Roku 1938 pak nastoupil na Krajský soud v Jihlavě. V roce 1940 pak začal společně s JUDr. Ladislavem Hobzou působit v advokacii v Třebíči. Později působil jako advokát také v Jihlavě a v Pelhřimově. V advokátní praxi působil až do roku 1975.

## Dílo
Jako žurnalista působil již za studií na gymnáziu v Třebíči, následně pak publikoval v almanachu k 50 a 100 letům gymnázia. Působil také v místních novinách Jiskra (pozdější Horácké noviny) a v Třebíčském zpravodaji, kde byl až do roku 1988 členem redakční rady. Byl členem Historického klubu Západomoravského muzea v Třebíči, také byl předsedou Okrašlovacího spolku, kde sám nebo s dalšími členy vysazoval v různých místech Třebíče stromy či okrasné keře. Přednášel o různých spisovatelích či jiných umělcích a zval je do Třebíče na besedy. Byl spolužákem a dobrým přítelem Vítězslava Nezvala, po prvním výročí úmrtí Nezvala spoluzaložil festival moderní poezie Nezvalova Třebíč, kterému se věnoval i další roky jako redakční rada nebo organizátor. Byl oceněn odznakem Budovatel města.